# Kühruhgraben
Der Kühruhgraben (früher Welzbach genannt) ist ein Bach in der Stadt Aschaffenburg in Bayern.

## Geografie

### Verlauf
Der Kühruhgraben hat mehrere, zum Teil verrohrte Quellen. Eine Quelle befindet sich am Hang des Godelsberges, auf dem Grundstück des in den 1930er Jahren betriebenen Luft- und Sonnen- und Kneippbades des damaligen Vereins für Gesundheitspflege (heute Naturheilverein und allgemeiner Sportverein Aschaffenburg 1902 e. V.). Zwei weitere befinden sich am Hang des Büchelberges. Der Kühruhgraben fließt zunächst nach Südwesten und nimmt den Hechelsgraben auf.

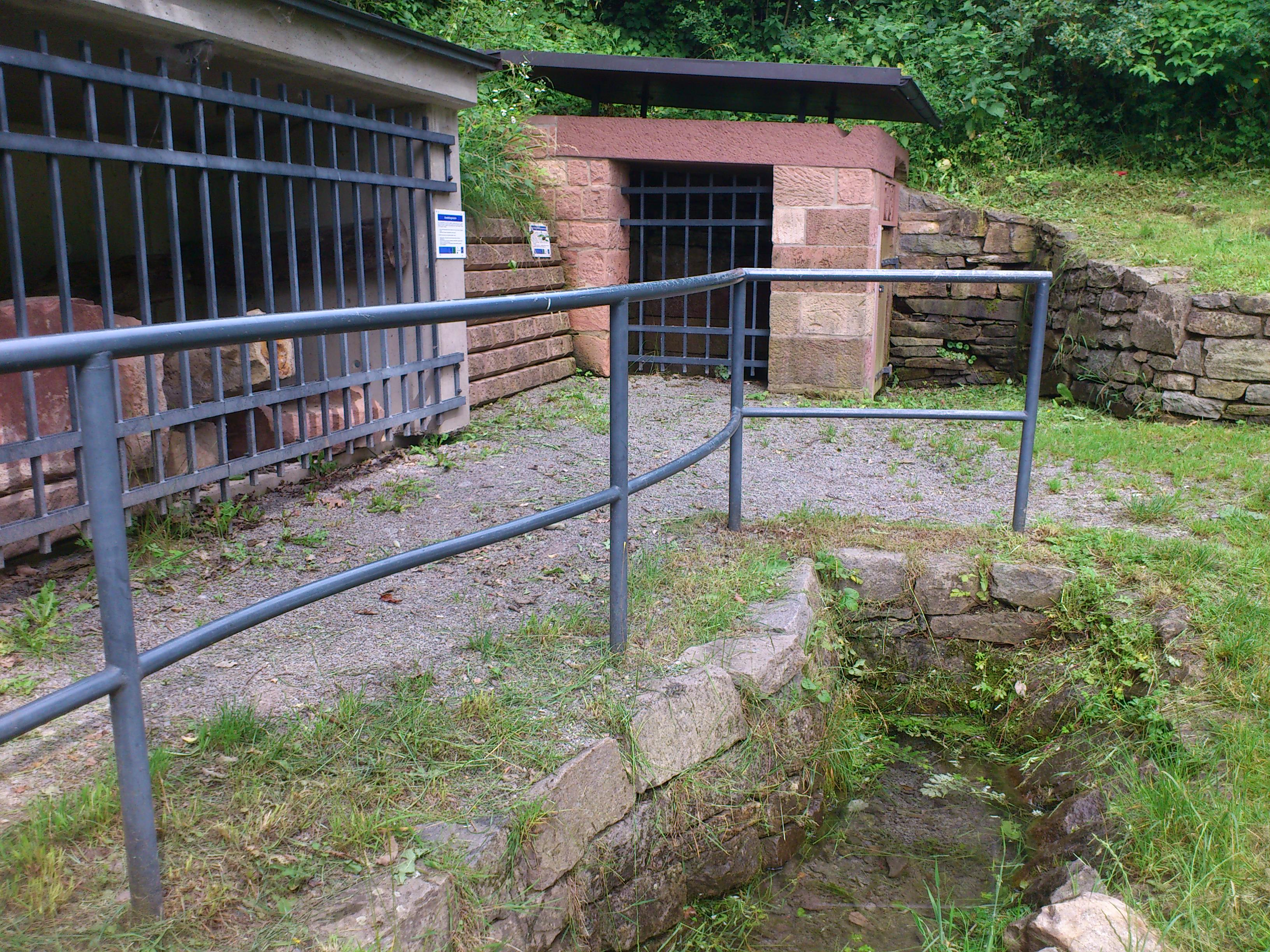
Die Brunnenstube in Haibach

Der Hechelsgraben entspringt dem Hirtenbrunnen in Haibach am Fuß des Büchelberges in der Nähe der Gemarkungsgrenze zu Aschaffenburg. Zudem befindet sich im Westen von Haibach am Wendelberg eine Quelle, deren Wasser in einer Brunnenstube gefasst wird. Diese Brunnenstube wurde 1525 zur Trinkwasserversorgung des Schlosses Johannisburg errichtet und 2001 bis 2002 restauriert. Das Quellwasser entfließt dem Brunnenhaus über Steinröhren in den Hechelsgraben.
Nach Aufnahme des Hechelsgrabens verläuft der Kühruhgraben in Richtung Nordwesten. Ab der Kochstraße verrohrt, fließt er weiter zur Schießhausbrücke, über die Miltenberger Bahn und die Ringstraße auf die Großmutterwiese.
Die ehemalige Hofwasserleitung verlief hingegen im Bessenbacher Weg und bis ins Jahr 2000 unter einem eisernen Steg über die Miltenberger Bahn.
An der Großmutterwiese wird der Kühruhgraben durch den Hannewackersee geleitet und dem kanalisierten linken Arm des Röderbaches zugeführt. Im natürlichen Zustand floss der Kühruhbach unter der Bezeichnung Welzbach durch die heutige Grünewaldstraße und die Würzburger Straße an der Sandkirche vorbei in den Löhrgraben und diesem folgend in den Main. Später wurde er in den Hannewackersee geleitet und bildete zusammen mit dem Röderbach zwei Arme, von denen der linke die Schöntalseen, die Stadtgräben und verschiedene Stadtbäche speiste und der rechte Arm am Ernsthof und am Auhof vorbei zur Pfaffenmühle nach Damm führte und dort in die Aschaff mündete.

### Zuflüsse
- Hechelsgraben (links)

## Geschichte

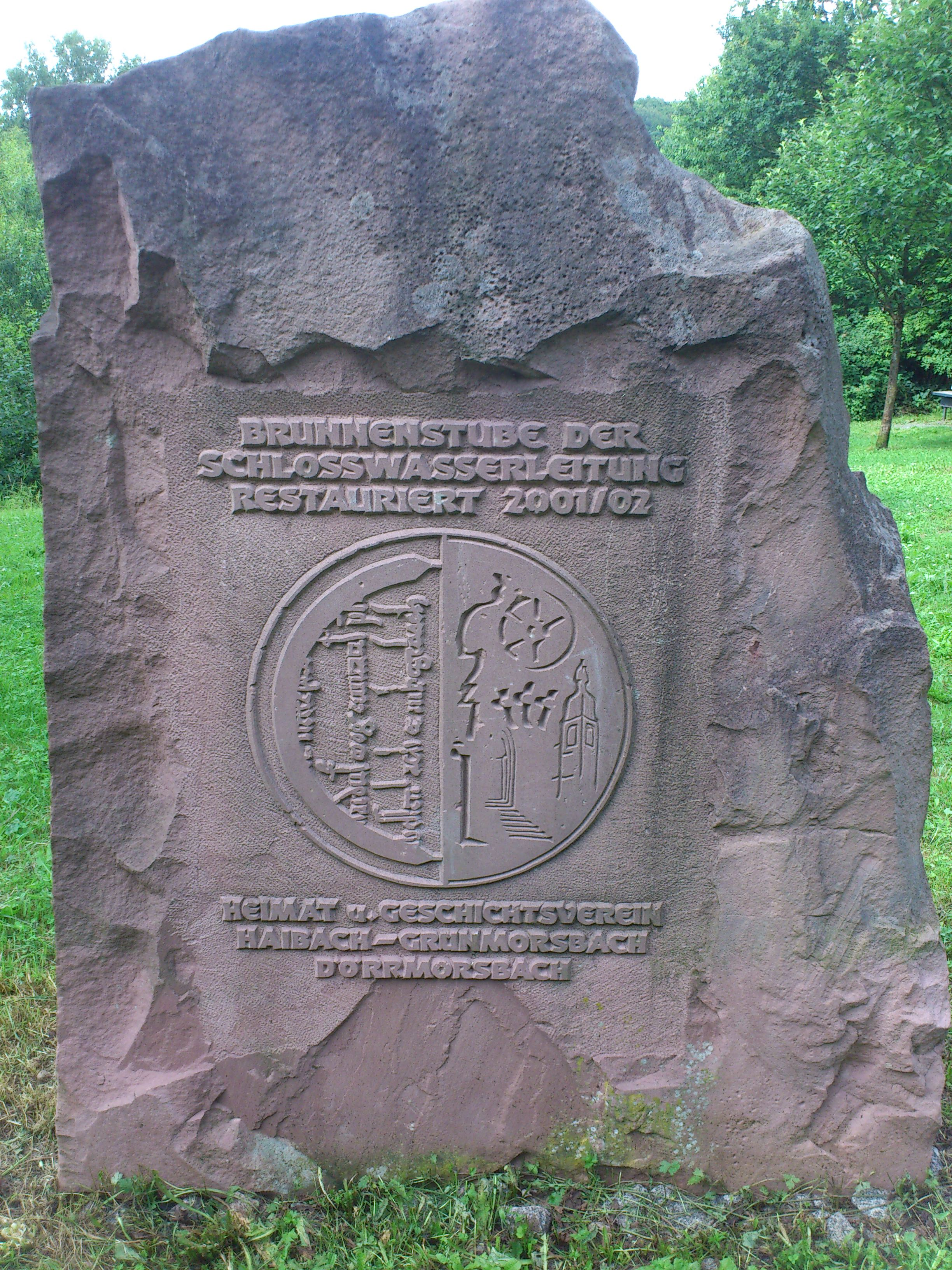
Steintafel an der Brunnenstube

Der Mainzer Kurfürst Albrecht von Brandenburg ließ 1525 die Brunnenstube am Hechelsgraben erbauen, von der das Quellwasser bis in die Aschaffenburger Burg geleitet wurde. Der Bau des Schlosses Johannisburg in den Jahren 1605 bis 1614 brachte die Erweiterung der Leitung mit sich. Holzrohre wurden durch Tonrohre ersetzt. Die Wasserleitung blieb teilweise bis 1939 in Betrieb. Das an der Brunnenstube angebrachte kurfürstliche Wappen Albrechts von 1525 ist so stark beschädigt, dass eine Neuanfertigung hergestellt werden musste.
Die Brunnenstube wurde in den 1960er Jahren durch das Abladen von Bauschutt zugedeckt. Als man sie in den 1990er Jahren wiederfand, ragte nur noch ein kleines Stück des Brunnenhauses aus dem Boden. Das gesamte Umfeld war von Gebüsch überwuchert; die Anlage als solche nicht mehr erkennbar. Nach der Rodung der Vegetation auf dem Gelände wurde die Erde abgetragen. Der Rekonstruktion der Brunnenstube und dem Neubau des Unterstandes für die aufgefundenen Leitungselemente folgte die Anlagengestaltung im Jahre 2002. Alle ursprünglichen Funktionen erhielt das Bauwerk zurück. Die beiden Rückwände, Absetzbecken, Boden und rechter Türpfosten sind Originalteile und als solche im ursprünglichen Zustand erhalten. Die talseitigen Sandsteinpfeiler und die vordere Abdeckplatte wurden neu errichtet.
Außerdem befinden sich im Kühruhgraben auch noch Schächte und Rohre der ehemaligen Büchelbergwasserleitung. Diese Wasserleitung wurde in der zweiten Hälfte des 19. Jahrhunderts errichtet, aber bereits vor der Jahrhundertwende wieder außer Betrieb genommen.